# Hangavirágúak

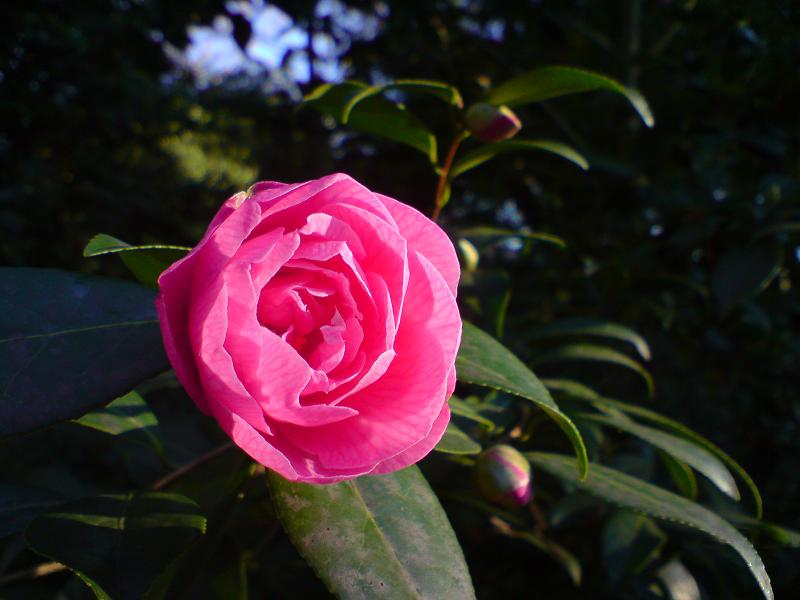
Kamélia (Camellia sp.)

A hangavirágúak vagy erikavirágúak (Ericales) a valódi kétszikűek Asterids kládjának egyik változatos rendje. Fák, cserjék, kúszónövények és lágyszárúak egyaránt előfordulnak közöttük. A szirmok száma általában öt, gyakran forrtak. Gyakori a gyökérgombákkal alkotott szimbiózis (mikorrhiza). Ez teszi lehetővé, hogy sok, ebbe a rendbe tartozó növény tápanyagban szegény, de ugyanakkor nyershumuszban gazdag élőhelyeket benépesíthessen. A rendet régebbi rendszerezők Bicornes (kétszarvú) elnevezéssel is illették, utalva ezzel a portokok tövén található két szarvszerű függelékre.

## Rendszerezés

### APG
Az APG III besorolása szerint a rendbe tartozó családok:
- Küllőfolyondárfélék (Actinidiaceae)
- Nebáncsvirágfélék (Balsaminaceae)
- Gyöngyvirágfafélék (Clethraceae)
- Cyrillaceae
- Diapensiaceae
- Ébenfafélék (Ebenaceae)
- Hangafélék (Ericaceae)
- Fouquieriaceae
- Fazékfafélék (Lecythidaceae)
- Marcgraviaceae
- Mitrastemonaceae
- Pentaphylacaceae
- Csatavirágfélék (Polemoniaceae)
- Kankalinfélék (Primulaceae)
- Roridulaceae
- Vajfafélék (Sapotaceae)
- Kürtvirágfélék (Sarraceniaceae)
- Sladeniaceae
- Styracaceae
- Symplocaceae
- Tetrameristaceae
- Teafélék (Theaceae)

Az APG III-rendszer újdonságai:
A sokáig bizonytalan helyzetű parazita Mitrastema génusz ide került saját családdal, a Mitrastemonaceae-vel. A Pentaphylacaceae-be olvasztották az APG II-rendszerben még opcionálisan leválasztható Ternstroemiaceae családot, de a szintén opcionálisan leválasztható Sladeniaceae önálló család lett. Az opcionálisan leválasztható Pellicieraceae-t a Tetrameristaceae-hez csatolták.
A Primulaceae-hez csatolták az APG II-ben még különálló családként kezelt Maesaceae-t, Myrsinaceae-t és Theophrastaceae-t.

### Cronquist
Cronquist a Dilleniidae alosztályba sorolja a rendet az alábbi családokkal:
- Erikafélék (Ericaceae)
- Cyrillaceae
- Clethraceae
- Empetraceae
- Epacridaceae
- Körtikefélék (Pyrolaceae)
- Fenyőspárgafélék (Monotropaceae)